# Genocidio degli Herero e dei Nama

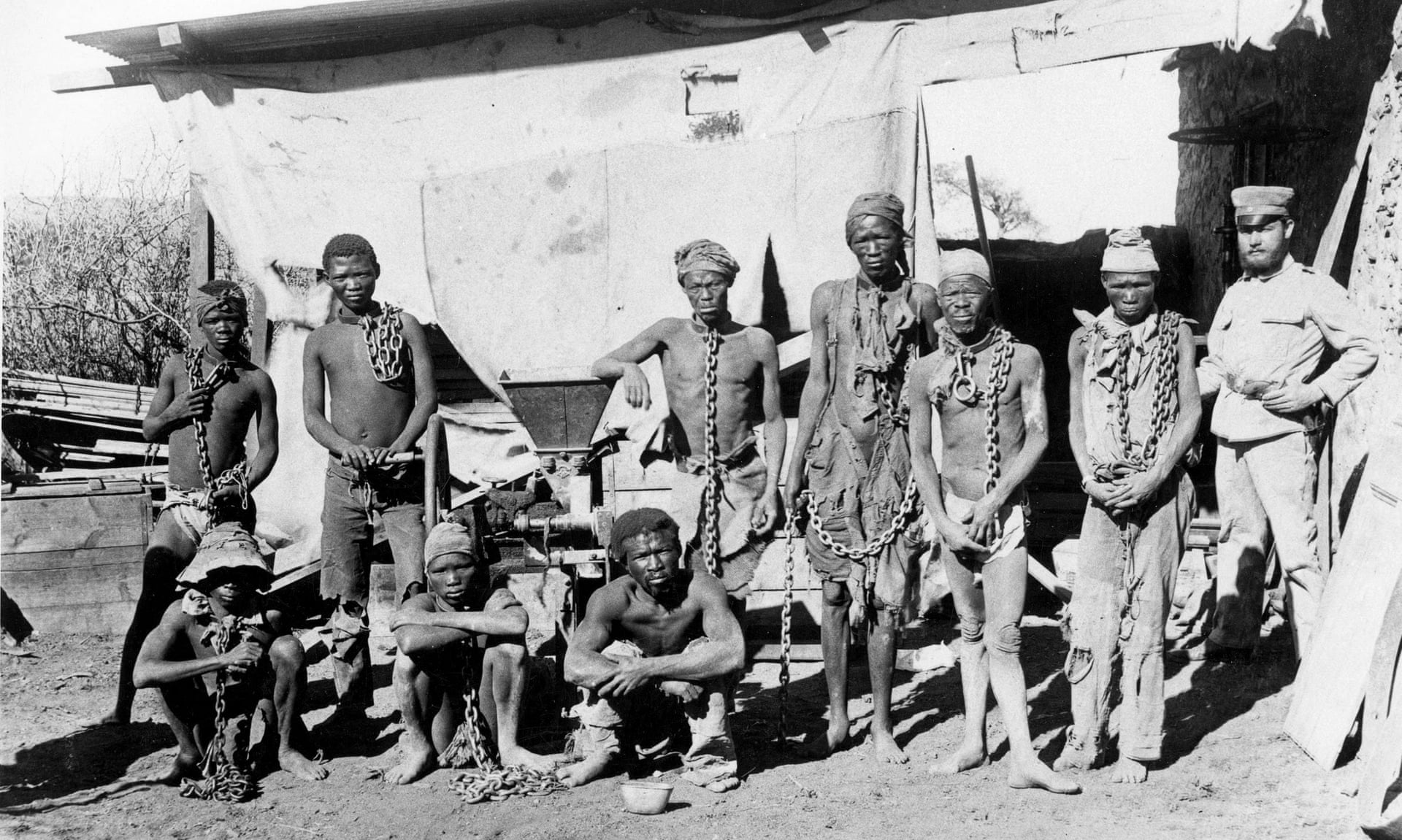
Herero e Nama incatenati durante il genocidio.

Il genocidio degli Herero e dei Nama, effettuato dalle forze coloniali tedesche, ebbe luogo nell'Africa Tedesca del Sud-Ovest (oggi Namibia) fra il 1904 e il 1908, nel periodo della spartizione dell'Africa, durante e a seguito delle cosiddette guerre herero.
Il generale Lothar von Trotha, incaricato di sopprimere la ribellione, utilizzò pratiche di guerra non convenzionali che includevano l'avvelenamento dei pozzi e altre misure che portarono alla morte per fame e per sete di una rilevante percentuale della popolazione Herero e Nama.
Nel 1985 le Nazioni Unite (con il Rapporto Whitaker) identificarono nella guerra contro gli Herero uno dei primi tentativi di genocidio (inteso come sterminio di un'intera popolazione) del XX secolo. In merito a questo episodio, il governo tedesco ha dichiarato nel 2004: "noi tedeschi accettiamo la nostra responsabilità storica e morale".

## Contesto storico
Gli Herero sono una tribù di allevatori di bestiame che abitano nel Damaraland, nel nord della Namibia. Nel 1884, all'epoca della spartizione dell'Africa fra le potenze coloniali europee, l'odierna Namibia fu dichiarata protettorato tedesco; all'epoca era l'unico territorio d'oltremare considerato adatto per lo stanziamento dei bianchi acquisito dalla Germania. In questa terra arida e scarsamente popolata, vennero inviati 2000 coloni, in maggioranza uomini. I tedeschi incontrarono la resistenza di diverse popolazioni locali alla loro occupazione, anche se nel 1894 venne siglato un accordo con i Khoikhoi. In quell'anno Theodor Leutwein divenne Amministratore imperiale della colonia, che entrò in un periodo di rapido sviluppo, mentre la Germania inviava le truppe imperiali chiamate Schutztruppe per pacificare la regione.
La politica coloniale tedesca, per quanto migliore di quella francese o belga, era apertamente non egualitaria: i coloni furono incoraggiati a sottrarre la terra alle popolazioni locali, i nativi (compresi gli Herero) vennero adoperati come schiavi, e le risorse di rilievo (in particolare le miniere di diamanti) venivano sfruttate dai tedeschi. Questa situazione creò un crescente malcontento.
Gli Herero giudicarono la situazione intollerabile; Samuel Maharero, il loro condottiero, guidò il suo popolo in una grande sollevazione contro i tedeschi; il 12 gennaio 1904 vennero sferrati i primi attacchi. La maggior parte delle fattorie dei coloni venne distrutta, e almeno 123 tedeschi furono uccisi; fra loro anche sette boeri e tre donne.

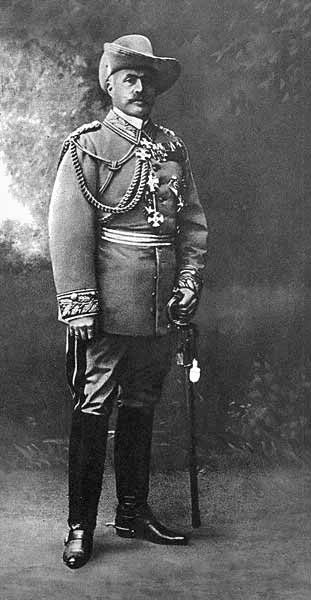
Lothar von Trotha

Leutwein fu costretto a richiedere al governo di Berlino rinforzi e un ufficiale d'esperienza per risolvere la crisi. Il 3 maggio il tenente generale Lothar von Trotha venne nominato Comandante supremo ("Oberbefehlshaber") dell'Africa del Sud-Ovest, e l'11 giugno arrivò con un contingente di 14.000 soldati.
Nell'ottobre 1904, gli herero si allearono con gli assai meno numerosi nama, una tribù meridionale.
Pochi mesi dopo scoppiò la rivolta dei Maji Maji.

## Il genocidio
L'11-12 agosto 1904 le truppe guidate da von Trotha sconfissero un esercito di 3.000-5.000 Herero nella battaglia di Waterberg, presso l'altopiano omonimo, ma non furono in grado di circondare ed eliminare i sopravvissuti in ritirata.
Le forze tedesche li inseguirono e incalzarono, evitando che gruppi di Herero si allontanassero dal contingente in fuga e sospingendoli verso il deserto di Omaheke. Meno di 1000 profughi, alla guida di Maharero, riuscirono ad attraversare il Kalahari e raggiunsero il territorio britannico del Bechuanaland, dove ricevettero asilo politico.
In particolare, von Trotha mise in atto misure volte a sterminare per fame e per sete i nemici, facendo presidiare o avvelenare i loro pozzi (risorse estremamente preziose nel territorio arido della Namibia). Le pattuglie tedesche trovarono in seguito scheletri intorno a buche profonde 13 m, scavate nel vano tentativo di trovare acqua.
Il 2 ottobre von Trotha mandò agli Herero questo avvertimento mediante un proclama, datato 2 ottobre 1904:
Il proclama venne inviato a Berlino via mare e non via telegrafo, informando immediatamente lo Stato maggiore e non quindi il Cancelliere. Il proclama raggiunse Berlino nella seconda metà di novembre e vide il cancelliere e Schlieffen condannare l'iniziativa di von Trotha, seppur per motivazioni diverse: il primo adduceva ragioni umanitarie, economiche, diplomatiche e politiche, il secondo riteneva la Vernichtungspolitik irrealistica. I due unirono le loro forze e, con l'aiuto di un riluttante capo del gabinetto militare, convinsero il Kaiser a rovesciare la politica di von Trotha e ad offrire un'amnistia agli herero che si arrendevano senz'armi e che non avevano commesso dei crimini.
Il genocidio quindi non venne ordinato da nessun superiore né da Berlino e la Vernichtungspolitik venne perpetuata su iniziativa di Trotha. Questa venne contrastata dal governatore Leutwein, dallo stesso cancelliere von Bülow, dai deputati socialdemocratici e liberali di sinistra del Reichstag, dai missionari, dal socialdarwiniano Paul Rohrbach, che si trovava nel luogo della rivolta e tardivamente dai coloni del posto, che non volevano la loro manodopera sterminata. La morte di massa degli herero fu il frutto di una procedura militare standard: lo sterminio fu quindi il frutto di pratiche belliche e non di una politica mirante al genocidio.
L'11 dicembre 1904 il Cancelliere del Reich, Bernhard von Bülow, ordinò a von Trotha di erigere dei Konzentrationslager allo scopo di dare "sistemazione temporanea" a "ciò che rimaneva del popolo Herero".. Alcuni prigionieri furono impiegati come schiavi presso aziende pubbliche e private, altri usati come cavie umane in esperimenti medici.

### Campi di concentramento

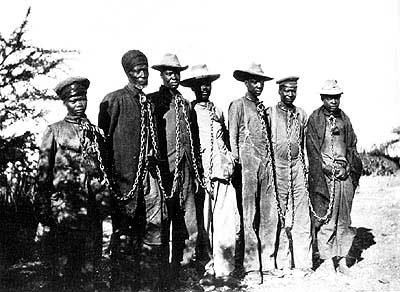
Herero incatenati durante la rivolta del 1904

Gli Herero sopravvissuti, la maggior parte dei quali erano donne e bambini, furono deportati nei campi di concentramento, come quello su Shark Island, dove furono costretti a lavorare come schiavi per i militari e per i coloni tedeschi; tutti i prigionieri venivano schedati in gruppi, a seconda che fossero o meno idonei al lavoro.
Molti Herero moriranno per malattie, per malnutrizione o per il troppo lavoro. L'alta mortalità fu dovuta alla scarsa dimestichezza dell'esercito tedesco con la logistica, un'attività che gli ufficiali ambiziosi, in cerca di promozioni, non intraprendevano, essendo questa vista come un'attività ausiliaria, focalizzandosi quindi sulle attività di combattimento. Nonostante la scarsa considerazione che riceveva, la logistica era essenziale in una colonia senza infrastrutture, cibo e acqua come l'Africa tedesca del Sud-Ovest e l'esercito tedesco soffrì per questa mancanza, oltre ai prigionieri nei campi. Inoltre la condizione dei prigionieri non era una priorità per l'esercito.
Lo scopo dei campi era quello di far fallire la guerriglia allontanando la popolazione civile, con il risultato di sgombrare il campo di battaglia e facilitare quindi la lotta contro i combattenti che restavano, una tattica efficace in un territorio scarsamente popolato come quello della colonia. Le incompetenze amministrative, il razzismo diffuso e la rotazione degli ufficiali provocava molte inefficienze (in quest'ultimo caso anche sul campo di battaglia). Le razioni alimentari erano fissate da von Trotha e prevedevano un quinto della carne prevista dalla più punitiva delle razioni destinate dalla Gran Bretagna ai civili internati durante la Guerra Boera e soltanto un sesto della razione ricevuta dai soldati di linea tedeschi, una razione che, di due terzi di quella standard, causava tra le Schutztruppen diffusi fenomeni di denutrizione e di scorbuto.
I successori di von Trotha aumentarono e diversificarono la razione ufficiale, ma essa continuò a risultare insufficiente, continuando a perpetuare il deficit alimentari tra i prigionieri, pur non volendo mai, da quanto risulta dalla loro corrispondenza, la loro morte. Secondo l'esercito tedesco, la mortalità nei campi era del 45%, contro i 25% dei campi britannici in Sud Africa. Se però i morti nei campi britannici cessarono grazie all'indignazione pubblica e all'intervento politico, nei campi tedeschi l'amministrazione rimase volutamente militare, una scelta consona alla mentalità politica tedesca del periodo. L'unico moto che poteva far chiudere i campi, non poteva quindi che essere un moto interno: fu il colonnello Ludwig von Estorff a dare ordine di chiuderli, mosso dal sentimento d'orrore provato alla visita dei campi e dall'onore personale.

### Esperimenti medici
Eugen Fischer, uno scienziato tedesco, giunse nei campi di concentramento per condurvi esperimenti medici sulla razza, usando come cavie sia mulatti (figli di madri Herero e padri tedeschi) che prigionieri Herero adulti. Gli esperimenti comprendevano la sterilizzazione e l'inoculazione dei germi del vaiolo, del tifo e della tubercolosi.
L'ossessione per la purezza della razza e l'amministrazione coloniale tedesca furono sconvolte dai numerosi casi di bambini di sangue misto. Eugen Fischer studiò 310 mulatti, sottoponendoli a numerose verifiche come misurazioni della testa e del corpo ed esami degli occhi e dei capelli. A conclusione dei suoi studi caldeggiò il genocidio delle presunte "razze inferiori", affermando che «chiunque consideri a fondo la nozione di razza, non può giungere a una conclusione diversa».
Altri esperimenti furono condotti dal dottor Bofinger, che inoculò in Herero affetti da scorbuto varie sostanze, fra cui arsenico e oppio, di cui poi indagava gli effetti mediante autopsie sui cadaveri
Secondo Clarence Lusane gli esperimenti medici di Eugen Fischer possono essere visti come un "banco di prova" per le successive procedure mediche adottate durante l'olocausto nazista.
Fischer divenne in seguito rettore dell'Università di Berlino, dove insegnò medicina ed ebbe fra i suoi allievi Josef Mengele, noto per gli esperimenti genetici condotti sui bambini ebrei nel campo di concentramento di Auschwitz.

### Numero di vittime e i costi
Un censimento effettuato nel 1905 rivelò che nell'Africa Tedesca del Sud-Ovest erano rimasti 25.000 Herero. Essi erano circa 100.000 prima del genocidio.
Secondo il Rapporto Whitaker delle Nazioni Unite del 1985, la popolazione degli Herero fra il 1904 e il 1908 si ridusse da 80.000 a 15.000 "rifugiati affamati"
L'autore tedesco Walter Nuhn afferma che nel 1904 vivevano nell'Africa Tedesca del Sud-Ovest solo 40.000 Herero, e perciò "solo 24.000" potrebbero essere stati uccisi. Le perdite tedesche furono di 1500 uomini, di cui la metà morì di malattia. In totale, la guerra costò 600 milioni di marchi.

## Riconoscimento del genocidio
Molti storici moderni, e le stesse Nazioni Unite, considerano le guerre herero come il primo caso di genocidio del XX secolo, in quanto lo scopo esplicito dell'azione di von Trotha fu, come ebbe a dire l'etnologa Larissa Förster, "eliminare tutti coloro che appartenevano a un determinato gruppo etnico, solo perché appartenevano a quel gruppo etnico". Come nel caso dell'olocausto, ci sono autori negazionisti che rifiutano di accettare la definizione delle guerre herero come "genocidio".
Nel 1998, mentre il presidente tedesco Roman Herzog si trovava in visita in Namibia, ricevette una richiesta pubblica di scuse da parte del capo herero Munjuku Nguvauva. Herzog espresse rammarico ma non scuse formali, e non accolse la proposta di versare un indennizzo nei confronti delle comunità native namibiane.
Nel 2001, gli Herero presentarono un'istanza agli Stati Uniti chiedendo un indennizzo da parte della Germania e della Deutsche Bank. La Germania non poté essere condannata perché all'epoca del massacro nessuna legge garantiva la protezione dei civili e le convenzioni internazionali avrebbero contemplato il reato di genocidio soltanto qualche decennio dopo, mentre troppi anni erano trascorsi per intentare una causa civile di fronte a un tribunale tedesco.
Scuse ufficiali da parte tedesca vennero il 16 agosto 2004 (centesimo anniversario della decisiva battaglia di Waterberg) da parte del ministro tedesco Heidemarie Wieczorek-Zeul. Wieczorek-Zeul affermò che i tedeschi accettavano la propria responsabilità storica e morale e riconoscevano la propria colpa. Wieczorek-Zeul ammise anche che quanto avvenuto nel Damaraland rispondeva alla definizione di genocidio. Anche Wieczorek-Zeul, tuttavia, rifiutò di concedere un indennizzo economico alla Namibia, sostenendo che i torti subiti dalla popolazione erano stati ampiamente ripagati con anni di aiuti economici stanziati a favore della Namibia (oltre 11 milioni di euro).
Il 28 maggio 2021, La Germania per la prima volta ha riconosciuto di aver commesso "un genocidio" contro le popolazioni degli Herero e dei Nama in Namibia durante l'era coloniale e donerà al Paese africano 1,1 miliardi di euro (circa 17 miliardi di dollari namibiani) in aiuti allo sviluppo. Tale somma verrà corrisposta nell'arco di 30 anni, secondo fonti vicine alle trattative, e dovrà avvantaggiare in primo luogo i discendenti di queste due popolazioni.

## Riferimenti nella cultura di massa
Le guerre Herero sono uno dei temi del romanzo V. (1963) dello scrittore statunitense Thomas Pynchon.